# Otto Maresch
Otto Maresch (* 22. Juni 1886 in Wien; † 18. Juni 1945 ebendort) war ein österreichischer Jurist, Dozent und Person des österreichischen Konsumgenossenschaftswesens.
Er war von 1924 bis 1933 stellvertretender Vorsitzender des Engeren Ausschusses des Allgemeinen Verbandes der auf Selbsthilfe beruhenden gewerblichen Genossenschaften in Österreich (seit 1930 Österreichischer Genossenschaftsverband) und von 1923 bis 1927 Vorsitzender des Aufsichtsrates der Österreichischen Zentralgenossenschaftskasse (seit 1974 Österreichische Volksbanken-Aktiengesellschaft). 1933 war er maßgebliches Gründungsmitglied des Schutzverbandes Österreichischer Konsumvereinigungen und fungierte als deren erster Verbandsanwalt.

## Leben und Ausbildung
Maresch entstammt einer alten Wiener Familie, sein Vater, Regierungsrat Alois Maresch, war von 1901 bis 1924 Direktor des Ersten Wiener Consum-Vereins. Otto Maresch studierte Jus und Philosophie an der Wiener Universität und promovierte 1910 zum Doktor der Rechte. 
Während seiner Studienzeit gründete er als Obmann des Akademischen Rede- und Lesevereins christlich-deutscher Studenten eine Sektion für Sozialwissenschaft und warb für eine Verständigung zwischen Handarbeitern und Geistesarbeitern. Er hielt Vorträge und Kurse für Lehrlinge und besuchte selber einen vierwöchigen Kurs zur Heranschulung von Arbeiter- und Gewerkschaftssekretären. Dabei kam er mit Karl Sonnenschein in Verbindung, der ihn nach seinem Doktorat als ersten wissenschaftlichen Mitarbeiter an das Sekretariat Sozialer Studentenarbeit nach München-Gladbach holte.

## Berufliche Tätigkeit
Nach seiner Rückkehr nach Österreich wurde er Sekretär des Allgemeinen Verbandes der auf Selbsthilfe beruhenden Erwerbs- und Wirtschaftsgenossenschaften in Österreich (seit 1930 Österreichischer Genossenschaftsverband, ÖGV) unter Verbandsanwalt Karl Wrabetz und beschäftigte sich dort zunächst neben der Betreuung der Konsumvereine mit der Erarbeitung eines Entwurfs für ein neues Genossenschaftsgesetz. Seine Aufsätze fanden auch in der ausländischen Genossenschaftspresse Beachtung und er war zeitweise Mitarbeiter der „Blätter für Genossenschaftswesen“ in Berlin. 
Daneben war er als Dozent für Volkswirtschaft, Armenwesen, Technik und Ethik des Vereinslebens an der Lehrerakademie des Pädagogiums und an den Vereinigten Fachkursen für Volkspflege tätig. 
Während des Ersten Weltkriegs übernahm er auch die Angelegenheiten der Kreditgenossenschaften und der sonstigen gewerblichen Genossenschaften. Nebenamtlich war er im Sekretariat des Ersten Wiener Consum-Vereins tätig, wo er ab 1917 als Sekretär angestellt wurde. 

## Führungsfunktionen im österreichischen Genossenschaftswesen
Im Allgemeinen Verband wurde er in den Engeren Ausschuss gewählt und war von 1924 bis 1933 stellvertretender Vorsitzender.
Von 1923 bis 1927 war er Vorsitzender des Aufsichtsrats der Österreichischen Zentralgenossenschaftskasse (seit 1974 Österreichische Volksbanken-Aktiengesellschaft (ÖVAG)).
1933 war er maßgeblich an der Gründung des Schutzverbandes Österreichischer Konsumentenvereinigungen beteiligt, der in Folge die meisten der aus dem Allgemeinen Verband der auf Selbsthilfe beruhenden Erwerbs- und Wirtschaftsgenossenschaften in Österreich (ab 1930 Österreichischer Genossenschaftsverband, ÖGV) ausscheidenden Konsumgenossenschaften und Beamtenvereine aufnahm. 
Als erster Verbandsanwalt des neuen Verbandes suchte er die Annäherung zum Zentralverband österreichischer Konsumvereine und trat für die Erhaltung der Konsumgenossenschaften ein, weshalb er 1934 in den Verwaltungsausschuss der GöC (Großeinkaufsgesellschaft der österreichischen Konsumvereine) berufen wurde und bis 1936 als dessen Vorsitzender fungierte. Anschließend war er als Rechtskonsulent des Zentralverbandes österreichischer Konsumvereine tätig und lebte während der nationalsozialistischen Ära gezwungenermaßen im Ruhestand.